# Droga wojewódzka 908
Die Droga wojewódzka 908 (DW 908) ist eine 45 Kilometer lange Droga wojewódzka (Woiwodschaftsstraße) in der polnischen Woiwodschaft Schlesien, die Częstochowa mit Tarnowskie Góry verbindet. Die Strecke liegt in der kreisfreien Stadt Częstochowa, im Powiat Częstochowski, im Powiat Lubliniecki und im Powiat Tarnogórski.

## Streckenverlauf
Woiwodschaft Schlesien, Kreisfreie Stadt Częstochowa
-  Częstochowa (Tschenstochau, Czenstochau) (A 1, DK 1, DK 43, DK 46, DK 91, DW 483, DW 491, DW 494, DW 786)

Woiwodschaft Schlesien, Powiat Częstochowski
-  Wygoda (DW 907)
- Wąsosz
- Łaziec
-  Rększowice (DW 904)
- Hutki
- Starcza

Woiwodschaft Schlesien, Powiat Lubliniecki
- Kamienica (Kaminitz)
- Lubsza (Lubschau)
-  Piasek (Ludwigsthal) (DW 905, DW 906)
-  Sośnica (Soßnitz) (DW 789)

Woiwodschaft Schlesien, Powiat Tarnogórski
-  Kalety (Kalet) (DW 789)
-  Miasteczko Śląskie (Georgenberg) (DW 912)
-  Tarnowskie Góry (Tarnowitz) (DK 11, DK 78)